# Erythrodiplax parvimaculata
Erythrodiplax parvimaculata ist eine Libellenart aus der Unterfamilie Sympetrinae. Bis heute ist nur das Männchen der Art bekannt. Nachgewiesen ist die Art um Buena Vista im bolivianischen Departamento Santa Cruz. Auch zur Lebensweise ist bislang nichts bekannt.

## Merkmale
Der schlanke, schwarze Hinterleib (Abdomen) misst um die 21 Millimeter. Die ersten drei Segmente des Abdomens sind mit einem bläulichen Staub überzogen. Ebenfalls schwarz sind der Thorax und die Beine, wobei ersterer von einem gelblich grünen Streifen gekreuzt wird. Auch das Gesicht ist bis auf wenige metallisch blauschwarze Teile, wie die Stirn, schwarz. Die durchsichtigen Hinterflügel der Männchen sind ungefähr 24 Millimeter lang und auf Höhe des Flügeldreiecks circa 6,5 Millimeter breit. An den Spitzen und an der Basis sind die Flügel leicht bräunlich eingefärbt. Da der basale Fleck deutlich kleiner als bei Erythrodiplax unimaculata ist, nannte Borror diese Art parvimaculata.

## Belege
1. 1 2  Donald Joyce Borror: A Revision of the Libelluline Genus Erythrodiplax (Odonata), The Ohio State University, Columbus, 1942